# La danzatrice degli dei
La danzatrice degli dei (The Devil Dancer) è un film muto del 1927 diretto da Fred Niblo.

## Trama
Takla è una ragazza bianca senza famiglia che vive segregata in un monastero sull'Himalaya. Qui, arriva un giorno un avventuroso inglese, Althestan, che si innamora di lei. La sorella di Althestan, contraria a quel legame, organizza il rapimento di Takla. Ma l'innamorato inglese alla fine riuscirà a ritrovarla in una compagnia di attori di strada musulmani.

## Produzione
Il film fu prodotto dalla Samuel Goldwyn Company.

## Distribuzione
Distribuito dall'United Artists, il film uscì nelle sale cinematografiche statunitensi il 3 novembre 1927. Alla prima di Los Angeles, la proiezione fu accompagnata dalle musiche originali di R.H. Bassett (non accreditato). Il film ebbe una distribuzione internazionale: uscì in Finlandia il 26 marzo 1928, mentre in Portogallo, con il titolo A Dançarina dos Deuses, uscì l'11 marzo 1930. La distribuzione spagnola lo titolò La danzarina sagrada, quella svedese Djävulsdanserskan.